# Kromme Jongens
De Kromme Jongens (1988-1997) is een Nederlandse band, die op het eind bestond uit Peter Kruithof (zanger, gitarist), Rob van der Meij (drummer), Gert Kögeler (bassist) en Rob van den Berg (toetsenist), Anne van Buuren (zangeres) en Astrid Jasperse (zangeres). Liedjes werden in het Westlands dialect gezongen en gingen over Westlandse thema's bijvoorbeeld over het harde, onzekere tuindersleven. Bekendheid genoot de band daardoor voornamelijk in het Westland. In 2006 is er een musical geproduceerd, waarin nummers van de band voorkomen. Na 26 voorstellingen in 2006 en 2007 kwam het bezoekersaantal uit op 26.398. Op 17 en 18 juni 2011 komt de band nog één keer bij elkaar om op te treden. Tevens kwam er toen een nieuwe cd van hen uit. Door het slechte weer op de 18e moest het concert worden afgelast en zijn er in 2012 twee nieuwe concerten gegeven op 8 en 9 juni.
In 2014 trad de band nog eenmaal op tijdens de viering van het tien jarig bestaan van de gemeente Westland.

## Oprichting
In 1988 speelde Peter Kruithof, Gert Kögeler en Rob van der Meij nog bij het koor Les Sirenes in De Lier als begeleidingsband. Al gauw kwamen ze op het idee om zelf een band te vormen en muziek te maken het Westland en zijn dialect als thema. Besloten werd de groep Bakkie Pleur te noemen, maar uiteindelijk werd de naam toch veranderd naar Kromme Jongens.

## Populariteit
In 1989 is besloten een eigen single op te nemen. Hierop kwamen de nummers: ‘k wil weer naar het Westland gaan en Julia. Van de 500 platen, werden er 300 voor promotie door een bedrijf opgekocht, de overige 200 werden verkocht. Datzelfde jaar werd er een tweede single uitgebracht met de nummers: Kassen van glas, Bakkie pleur en Bij de veiling.
Eric Withagen voegde zich bij de band in de jaren 90 als toetsenist en toen werd er voorzichtig over nagedacht om een CD op te nemen. De groep ging naar Monster, naar de Jazzstudio 44 en in november 1993 was het album ‘Doordraaien’ een feit. Nummers van deze zijn: Ben, Ai ai ai, Nummer twee en Vuile klauwe.
Na het succes van deze cd kon de toetsenist Erik Withagen door omstandigheden tijdelijk niet meer optreden. De band raakte in een dip en had weinig inspiratie meer. Zo kwam het dat de Kromme Jongens in mei 1995 hun laatste optreden opvoerden. Rob van den Berg deed mee als invaller. De Kromme Jongens bleken het succes van die avond, waardoor de band besloot nog een cd op te nemen. Van den Berg werd de nieuwe vaste toetsenist van de band. In november 1995 werd de cd Kanjers gelanceerd met onder andere de nummers: Bloemkool, Welke kanjer en Een hete nacht in een kouwe koelcel.
Na deze twee cd’s werden de Kromme Jongens uitgebreid met twee achtergrondzangeressen in 1996 en werd er een nieuwe cd gelanceerd: Nieuwe oogst. Het grootste optreden van de band werd datzelfde jaar gegeven tijdens de braderie van Naaldwijk op het Wilhelminaplein, waar ruim 4000 mensen stonden.
Nummers van de Kromme Jongens scoren ieder jaar nog steeds hoog in de WOS 100, die ieder jaar samengesteld wordt, door de inwoners van de regio Westland. Voorheen, op radio Westland, was dit de Westlandse top 100.

## Afscheid
Door het grote succes, was het voor de bandleden moeilijk, de muziek met het werk te combineren. Om die reden besloten zij in november 1997 definitief te stoppen met twee uitverkochte afscheidsconcerten in een partycentrum in Poeldijk. Van dat afscheidsconcert werd een live-cd uitgebracht.

## Musical
Doordat de Kromme Jongens acht jaar na het eindconcert nog steeds populariteit genoten, kwamen mensen op het idee er een musical voor te schrijven. Het verhaal gaat over het harde tuindersleven en over de liefde; de muziek bestond uiteraard uit nummers van de Kromme Jongens. De musical werd voor het eerst opgevoerd in december 2006 met 11 voorstellingen. Deze voorstellingen waren binnen korte tijd uitverkocht. Om die reden was besloten in 2007 nog 26 voorstellingen te geven. Ook deze waren vrijwel allemaal uitverkocht. Deze eerste echte Westlandse musical trok 26.398 bezoekers.

## 2e afscheid; 14 jaar later
Nadat de band in 1997 afscheid had genomen, hadden zij nooit meer tezamen opgetreden. In oktober 2010 werd echter bekend dat zij (minimaal) twee reünieconcerten zouden geven, op 17 en 18 juni 2011. De bandleden besloten hiertoe omdat er van verschillende zijden op was aangedrongen dat zij nog eens zouden optreden. Ter gelegenheid van de optredens heeft de band ook een nieuwe cd met nieuwe nummers uitgebracht. Door het slechte weer op de 18e moest het concert worden afgelast en zijn er in 2012 twee nieuwe concerten gegeven op 8 en 9 juni. Toen de gemeente Westland in 2014 tien jaar bestond heeft de band nog één keer opgetreden en samen met B en W van het Westland bovendien een speciaal gemaakt lied vertolkt.

## Discografie
Singles
- " 'k Wil weer naar het Westland gaan"
- "Julia"
- "Kassen van glas"
- "Bij de veiling"
- "Bakkie pleur"
- "Glasshouse"
- "Nummer twee"
- "Het leed der tuinders"
- "Oh Oh Westland"
- "Slaap zacht ouwe tuinder"
- "Jij achter het glas tussen de bloemen"
- "Zand in onze handen"
- "Bordeel an de dijk"
- "Het leed der tuinders"
- "Lente"
- "Liefde onder glas"
- "Wateringen"
- "Ben"
- "Vuile klauwe"
- "Oeauw kassenbouw"
- "Een hete nacht in een kouwe koelcel"
- "Ai Ai Ai"
- "Lijnrijders"
- "Moe"
- "Hard werke"
- "Strand"
- "Haast"
- "Europa"
- "Welke kanjer"
- "Brengt het nog wat op"
- "De liftster"
- "Bloemkool"
- "Oh Yvonne"
- "Het Westlandlied"
- "Julia"
- "Astrid"
- "Twee tissies druiven"
- "De koopman"
- "Lange lanen"
- "Glasshouse"
- "Westland blues"
- "Ochtendoverpeinzing"
- "Tuindersvrouw"
- "Westlands carnaval"
- "We benne samen een"
- "Spinlied"
- "Linda"
- "Crisislied"
- "Ma"
- "Vlaardinger Schaatstocht"
- "Lange Piet"
- "Door roeie en door ruiten"
- "Justyna"
- "Westlands Nieuwjaar"
- "Bestuive"
- "Met mekaar"

### CD's
- "Doordraaien"
- "Kanjers"
- "Nieuwe oogst"
- "Het laatste teeltbal"
- "We Benne samen één"
- "Kromme Jongens Karaoke"